# 马克斯·布尔达 (足球裁判)
马克斯·布尔达（德語：Max Burda，1989年6月29日—）是一位德国足球裁判，现注册于柏林足球协会辖下的斯塔肯体育俱乐部。

## 职业生涯
布尔达的主职是刑事辩护律师。他曾在柏林洪堡大學和巴黎先贤祠-阿萨斯大学研读法律，并于2020年取得博士学位。作为一名足球裁判，布尔达是柏林足球协会辖下斯塔肯体育俱乐部的注册成员，并自2019年起担任德丙联赛主裁判。他执法的首场比赛是8月17日维多利亚科隆对阵翁特哈兴。自2021年起，布尔达升任德乙联赛主裁判，并在2021年8月28日达姆施塔特98对阵汉诺威96的比赛中完成首秀。布尔达还在2021年和2023年各执法了一场德国足协杯比赛。
布尔达曾担任德国足协杯、德丙联赛和德乙联赛的助理裁判。但自2021-22赛季结束后，他不再担任此职。此外，布尔达还曾以第四官员的身份执法过德甲联赛和德国足协杯的比赛。2024-25赛季德乙联赛开始时，布尔达负责执法汉堡对阵科隆的揭幕战。2024年10月5日，布尔达首次执法德甲联赛，在波鸿对阵沃尔夫斯堡的比赛中担任主裁判。